# Tarzan Triumphs
Tarzan Triumphs (Brasil: Tarzan, O Vingador, Tarzan, O Vencedor ou O Triunfo de Tarzan / Portugal: Tarzan na Guerra) é um filme norte-americano de 1943, do gênero aventura, dirigido por Wilhelm Thiele e estrelado por Johnny Weissmuller e Frances Gifford.

## A produção
Este é o primeiro filme de Tarzan na RKO. Maureen O'Sullivan, a Jane das seis películas produzidas pela MGM, já estava cansada do papel e não quis assinar com Sol Lesser, o produtor responsável pela continuação da série. Por isso, Tarzan Triumphs não traz Jane, que está na Inglaterra, visitando parentes. Mas traz a forte presença de Zandra, a princesa do reino perdido de Palandrya. Zandra é interpretada por Frances Gifford, a icônica Nyoka do clássico seriado Jungle Girl (1941), da Republic (também baseado em obra de Edgar Rice Burroughs). Nyoka é a versão feminina de Tarzan.
Ainda na pré-produção, Lesser foi contactado pelo Departamento de Estado, que desejava a ajuda do rei das selvas naqueles indefinidos tempos de guerra. O departamento acreditava que o herói seria um bom divulgador da ideia de que a democracia somente venceria o conflito se estivesse exalando vitalidade, e não complacentemente deitada em berço esplêndido em algum canto do mundo. Lesser concordou e, assim, Carroll Young e Roy Chandler escreveram um roteiro em que Tarzan é apresentado como o símbolo da liberdade e a encarnação dos ideais norte-americanos.
Lançado em fevereiro de 1943, pouco mais de um ano após a entrada dos EUA na Segunda Guerra, o filme tornou-se o maior sucesso de Lesser e garantiu à empresa ERB Incorporated, de Burroughs, mais de duzentos e cinquenta [mil dólares. Um dos motivos do sucesso da produção foi a atualização da história, colocada no presente.

## Sinopse
Zandra, a princesa da cidade perdida de Pallandria, pede a ajuda de Tarzan. Seu reino foi invadido pelos nazistas, que desejam escravizar seu povo e apoderar-se de suas reservas de estanho e petróleo. A princípio, Tarzan mostra-se reticente, mas muda de ideia quando seu filho]] Boyé capturado. Agora "Tarzan faz guerra!"

## Recepção crítica
Segundo a Variety, este primeiro filme de Tarzan na RKO, "não se compara com os dois] ou três primeiros da MGM, mas é superior aos últimos da série... uma ilustração gráfica do que uma produção cuidadosa pode fazer com poucos recursos." O Film Daily assinala o fato positivo de que "mais ação do que o usual distingue a parte final do filme." Segundo o Hollywood Reporter, "o roteiro e a excelente direção de Wilhelm Thiele combinam cenas plausíveis em quantidade suficiente para contrabalançar os mais extravagantes voos de fantasia."
A crítica moderna também aprova o filme. Segundo Leonard Maltin, trata-se de "propaganda de guerra, com um incompatível Tarzan, mas ainda assim um divertido e enérgico filme B". Tanto ele quanto Hal Erickson, do site AllMovie, assinalam que é imperdível a sequência em que os nazistas confundem Chita com Hitler.

## Elenco
| Ator/Atriz         | Personagem                |
| ------------------ | ------------------------- |
| Johnny Weissmuller | Tarzan                    |
| Johnny Sheffield   | Boy                       |
| Frances Gifford    | Zandra                    |
| Stanley Ridges     | Coronel Von Reichart      |
| Sig Ruman          | Sargento                  |
| Philip Van Zandt   | Capitão Bausch            |
| Rex Williams       | Tenente Reinhardt Schmidt |
| Perdro de Cordoba  | Oman                      |